# Pense-Bête
Pense-Bête – rzeźba autorstwa Marcela Broodthaersa z 1964 roku.
Jest to 50 egzemplarzy tomiku poezji Broodthaersa pod tym samym tytułem, które autor zalał gipsem, dodał do nich plastikowe kule oraz elementy drewniane i ogłosił jako rzeźbę. Stedelijk Museum voor Actuele Kunst w Gandawie, obecny dyspozytariusz rzeźby, definiuje ją jako dzieło sztuki konceptualnej, a także jako jedną z najważniejszych prac Marcela Broodthaersa.

## Kontekst
Na przełomie 1963 i 1964 roku belgijski pisarz Marcel Broodthaers wydał czwarty tomik poezji pod tytułem Pense-Bête, w nakładzie 100 egzemplarzy. Tytuł dzieła można przetłumaczyć z j. francuskiego jako pamiętnik lub coś służącego do przypominania (np. kartka samoprzylepna). Literalnie odczytany daje wyrażenie: myśl, bestio!, co zapowiada przewrotną tematykę wierszy w środku. Tomik nie wzbudził zainteresowania odbiorców, a Broodthaers sprzedał mniej niż 50 egzemplarzy. Porażka w karierze poetyckiej skłoniła go do eksperymentowania ze sztuką wizualną. Kilka pozostałych egzemplarzy przekształcił w kolaż, zaklejając część tekstu kolorowymi kartkami. Pozostałych 50 sztuk zalał gipsem i oznajmił, że jest to rzeźba. Tym samym przekształcił dzieło literackie w obiekt wizualny. Te przekształcone dzieło w istocie wzbudziło zainteresowanie publiczności. W interpretacji historyka sztuki Benjamina H. D. Buchloha, Broodthaers zadawał swoim czynem pytanie: dlaczego odbiorca, który nie chciał być czytelnikiem, zechciał zostać widzem?.
Pense-Bête otworzyło nowy etap w karierze Marcela Broodthaersa, już nie tylko wyłącznie jako pisarza, ale też i artystę wizualnego. Od tego momentu artysta zaczął stawiać natarczywe pytania o rolę sztuki w coraz bardziej skomercjalizowanym świecie. Mimo korzystania ze zdobyczy sztuki współczesnej, Broodthaers wydaje się być wobec niej sceptyczny. Szczególnie powątpiewa, czy sztuka konceptualna może być w pełni niezależna od rynku komercyjnego. Włączył się w nurt krytyki instytucjonalnej, podważając zdolność muzeów sztuki do oceny dzieła niezależnej od wpływów rynku kapitalistycznego. Zdaniem twórcy, współczesne instytucje kultury w rzeczywistości produkują dzieła sztuki zgodnie z regułami wolnego rynku, korzystając z takich narzędzi jak reklama czy marketing. Dla wyrażenia swoich myśli, Broodthaers przyjął nietypową strategię, korzystając dokładnie z tych samych narzędzi, które poddaje krytyce. W kolejnych latach otworzył prywatne muzeum sztuki, a także agencję marketingową. Wiele z prac wizualnych, które Broodthaers wystawiał w swoim muzeum, nasuwa pytanie, czy to aby na pewno jest sztuka - pomimo że były one prezentowane w instytucji o nazwie "muzeum sztuki". Do tego typu prowokacji można zaliczyć także Pense-Bête.
Rzeźba została zakupiona w ramach inicjatywy Collectie Vlaanderen, skupującej dzieła sztuki dla władz Flamandii i przekazana na długoterminowe wypożyczenie Stedelijk Museum voor Actuele Kunst. W 2019 roku została poddana renowacji. Tomiki poezji Pense-Bête posiadają m.in. Museum of Modern Art i Museu d'Art Contemporani de Barcelona, które to eksponują w kontekście rzeźby powstałej z egzemplarzy tej książki.